# Матиас II фон Бредов
Матиас II фон Бредов (на немски: Matthias II von Bredow; * ок. 1426 във Фризак в Бранденбург; † пр. 13 август 1516) е благородник от род Бредов в Марк Бранденбург.
Той е син на Гебхард фон Бредов († сл. 1480). Внук е на рицар Хасо II фон Бредов († сл. 1438), хауптман на Маркграфство Бранденбург, и съпругата му Хедвиг фон Алвенслебен (* ок. 1410). Племенник е на Йоахим фон Бредов († 1507), епископ на Бранденбург (1485 – 1507).
Потомък е на Матиас фон Бредов († сл. 1370), който 1356 г. е като кемерер в свитата на маркграфа на Бранденбург Лудвиг Римлянина, 1360/1362 г. маркграфски кухненски майстер, управител на замък, земите и град Фризак в Бранденбург, фогт на Ратенов в Бранденбург.
Брат е на Хасо фон Бредов († сл. 1499), Гебхард фон Бредов († сл. 1490) и Анна фон Бредов, омъжена за Ханс фон Шьонебек († сл. 1481).

## Фамилия
Матиас II фон Бредов се жени за Отилия фон Шлабрендорф (* ок. 1428). Те имат една дъщеря:
- Отилия фон Бредов (* ок. 1452; † 1539), омъжена за Панталеон фон Бисмарк (* ок. 1448; † 6 януари 1526, Бургщал), син на Лудолф I фон Бисмарк (* ок. 1412, Бургщал; † пр. 14 октомври 1488, Бургщал); родители на:
  - Хенинг III фон Бисмарк (* ок. 1480, Бургщал; † пр. 21 март 1528, Бургщал), господар в Бургщал, женен за Маргарета Шенк фон Лютцендорф (* ок. 1485), дъщеря на Фридрих Шенк фон Лютцендорф; родители на:
    - Фридрих I фон Бисмарк 'Пермутатор' (* 9 юли 1513 в замък Бургщал, Саксония-Анхалт; † 21 октомври 1589 в Шьонхаузен), прародител на всичките следващи линии на фамилията Бисмарк.